# Keith Morris
Keith Morris (Los Angeles, 18 settembre 1955) è un cantante statunitense.
Ha militato per gran parte della carriera nei Circle Jerks nei quali è tuttora, mentre nei primi anni di carriera (1976 - 1979) è stato cantante e cofondatore dei Black Flag.
Attualmente è impiegato come manager alla V2 Records e continua il suo lavoro con i Circle Jerks e gli Off!.

## Discografia

### Black Flag
- Nervous Breakdown EP (1978)
- Everything Went Black (1982)

### The Circle Jerks
- Group Sex (1980)
- Wild in the Streets (1982)
- Golden Shower of Hits (1983)
- Wonderful (1985)
- Group Sex/Wild in the Streets (1986)
- VI (1987)
- Gig (1992)
- Oddities, Abnormalities and Curiosities (1995)

### Collaborazioni
- Nel 1990 collaborò con i cori alla registrazione della traccia Operation Rescue contenuta in Against the Grain dei Bad Religion
- Alkaline Trio anche qui con cori collaborò alla registrazione del pezzo We've Had Enough dell'album Good Mourning.